# HL그룹
HL그룹은 HL만도를 모기업으로 한 대한민국의 기업집단이다. 1962년 10월 정주영 회장의 동생인 정인영의 현대양행 설립으로 시작되었다.